# QT8
QT8 es un distrito ("quartiere") de Milán, Italia, parte de la división administrativa de la Zona 8 de la ciudad. El nombre formalmente significa Quartiere Triennale 8, pero el distrito también se conoce simplemente como Quartiere 8.
QT8 se desarrolló a partir de un proyecto de urbanización experimental que se concibió durante la 8.ª edición de la exposición de diseño de la Triennale di Milano que se celebró en 1947, al comienzo de la reconstrucción de Milán después de la Segunda Guerra Mundial. El arquitecto Piero Bottoni fue el principal promotor del proyecto, que incluía la realización del Monte Stella, una colina artificial hecha con los escombros de los edificios que se habían derrumbado durante la guerra.
La construcción comenzó en 1946 y 1947, con la reutilización de varias unidades de viviendas heterogéneas. En 1948, las primeras casas prefabricadas de cuatro pisos en Italia se completaron en el QT8. Se dedicaron muchos esfuerzos a la realización de áreas verdes como parques infantiles, jardines de barrio y un parque urbano de 375,000 m². Como resultado, QT8 es uno de los distritos más verdes en Milán.

El distrito está bien conectado con el centro de la ciudad, por el Metro de Milán, así como varias líneas de autobús.

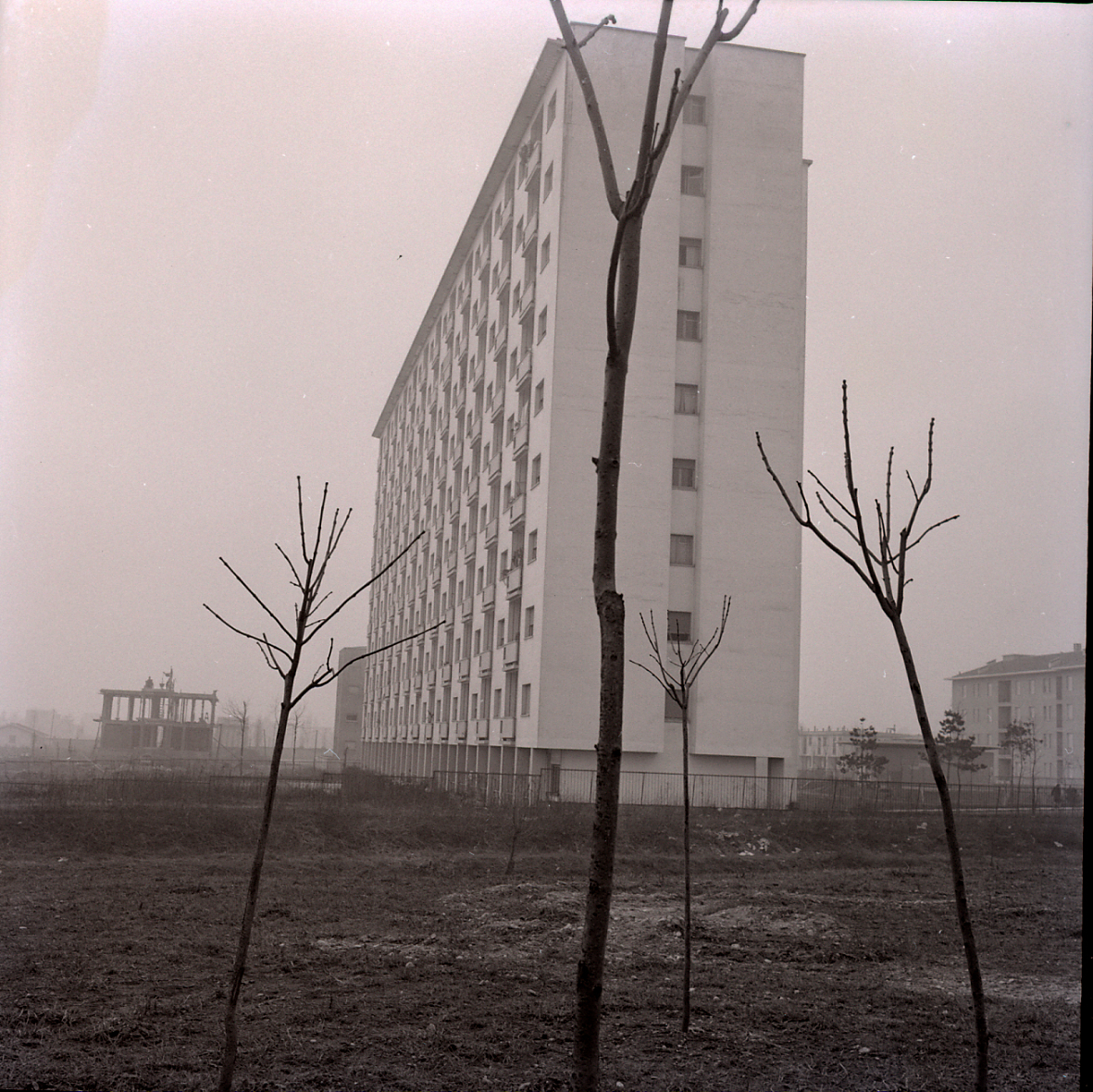
vía Giuseppe Pagano Pogatschnig 40. Fotografía de Paolo Monti, 1970